# Суперкубок Сербии по волейболу среди мужчин
Суперкубок Сербии по волейболу — ежегодное соревнование двух мужских волейбольных клубов Сербии, один из которых чемпион Сербии, а другой — обладатель Кубка. Турнир организует Волейбольный союз Сербии. Он был впервые разыгран в 2011 году. Матч проводится осенью.

## Результаты
| Год  | Место     | Чемпион                 | 2-е место            | Счёт |
| ---- | --------- | ----------------------- | -------------------- | ---- |
| 2011 | Белград   | «Црвена Звезда» Белград | «Партизан» Белград   | 3-2  |
| 2012 | Белград   | «Црвена Звезда»         | «Войводина» Нови-Сад | 3-0  |
| 2013 | Белград   | «Црвена Звезда»         | «Раднички» Крагуевац | 3-2  |
| 2014 | Кралево   | «Црвена Звезда»         | «Рыбница» Кралево    | 3-0  |
| 2015 | Нови-Сад  | «Войводина»             | «Црвена Звезда»      | 3-1  |
| 2024 | Смедерово | «Црвена Звезда»         | «Войводина»          | 3-2  |

### Титулы
| Клуб                    | Победы |
| ----------------------- | ------ |
| «Црвена Звезда» Белград | 3      |